# Antonio Dominici
Antonio Dominici, riportato anche come De Deminici o De Dominicis (Palermo, 14 marzo 1737 – Napoli, novembre 1794), è stato un pittore italiano del Regno di Napoli.

## Biografia
Giunse giovanissimo a Napoli, dove, dopo aver studiato sotto Francesco De Mura, lavorò all'Accademia del Disegno di Napoli dal 1755.
Nel 1757 fu nominato disegnatore presso la  manifattura reale di arazzi su consiglio dell'artigiano Pietro Duranti. Insieme a Duranti e a Giuseppe Bonito, si occupò dei disegni per una serie di 30 tappeti con la storia di Don Chisciotte. Successivamente lavorò come pittore decorativo per i palazzi dei Borbone, in particolare per la reggia di Caserta e per il teatro di corte del Palazzo Reale di Napoli.
Due dei suoi assistenti furono Elia Interguglielmi e Crescenzio La Gamba.

## Opere (selezione)
- Sala da pranzo della Reggia di Caserta: affresco "Allegoria della Primavera" (1779) e "Bacco e Arianna"
- Chiostro di Sant'Agostino (Caserta): affreschi nella chiesa del monastero
- Palazzo Reale, Gran Sala del Teatro di Corte (Teatro di Corte) a Napoli: affreschi (insieme a Crescenzio La Gamba)